# David-Sackett-Preis
Der David-Sackett-Preis ist ein Wissenschaftspreis, den das Deutsche Netzwerk Evidenzbasierte Medizin seit 2008 verleiht.
Namensgeber ist der kanadische Arzt David Sackett, ein Wegbereiter der evidenzbasierten Medizin.
Der David-Sackett-Preis wird für hervorragende Leistungen auf dem Gebiet der evidenzbasierten Medizin und Gesundheitsversorgung an Persönlichkeiten und Institutionen verliehen. Der Preis ist mit 2.000 Euro dotiert (Stand 2017).

## Preisträger
- 2008 – Erik von Elm für die STROBE-Initiative.
- 2009 – Elske Ammenwerth, Petra Schnell-Inderst, Uwe Siebert für die Arbeit The Effect of Electronic Prescribing on Medication Errors and Adverse Drug Events: A Systematic Review.
- 2010 – Stefan Leucht, Caroline Corves, Dieter Arbter, Rolf R. Engel, Chunbo Li und John M. Davis für die Arbeit Second-generation versus first-generation antipsychotic drugs for schizophrenia: a meta-analysis.[2][3]
- 2011 – Ressort Arzneimittelbewertung des Instituts für Wirtschaftlichkeit und Qualität im Gesundheitswesen (IQWiG) für seine Leistungen im Bemühen, für das Thema Publikationsbias zu sensibilisieren und diesen zu reduzieren.
- 2012 – Petra Schnell-Inderst, Theresa Hunger, Katharina Hintringer, Ruth Schwarzer, Vanadin Seifert-Klauss, Holger Gothe, Jürgen Wasem, Uwe Siebert für die Arbeit Individuelle Gesundheitsleistungen (IGeL), HTA-Bericht des Deutschen Instituts für Medizinische Dokumentation (DIMDI).[4]
- 2013 – Gerhard Fritsch, Maria Flamm, Timm Johansson, Karl Entacher, Andreas Sönnichsen (PROP-Arbeitsgruppe) für die Arbeit PROP (präoperative Diagnostik): der Weg von der Erfassung der gängigen Praxis über eine systematische Übersichtsarbeit zur Entwicklung einer evidenzbasierten elektronischen Entscheidungshilfe, deren Implementierung und Evaluation.
- 2014 – Falk Schwendicke für die Arbeit Cost-effectiveness of One- and Two-step Incomplete and Complete Excavations und Eva Rehfuess für Enablers and Barriers to Large-Scale Uptake of Improved Solid Fuel Stoves: A Systematic Review[5]
- 2015 – Matthias Briel für die Arbeit Prevalence, characteristics, and publication of discontinued randomized trials.[6]
- 2016 – Anne Barzel, Gesche Ketels, Anne Stark und Britta Tetzlaff für die CIMT Arbeitsgruppe und Kerstin Luedtke und Mitarbeiter für eine Studie zur Wirksamkeit von transkranieller Stimulation bei chronischem Kreuzschmerz[7]
- 2017 – Lars G. Hemkens, Despina G. Contopoulos-Ioannidis und John P. A. Ioannidis für eine Forschungsarbeit zu Routinedaten[8]
- 2018 – Felix Hüttner für eine Arbeit zur Pankreaschirurgie[9]
- 2019 – Birte Berger-Höger für das Projekt Spezialisierte Pflegefachkräfte zur Unterstützung partizipativer Entscheidungsfindung in der Onkologie[10]
- 2020 – Jochen Gensichen und die Paradies-Studiengruppe für das Forschungsprogramm Behandlung von Panikstörungen im Team der Hausarztpraxis[11]
- 2021 – Angelika Hüppe, Jana Langbrandtner, Heiner Raspe (Projektgruppe CED) am Zentrum für Bevölkerungsmedizin und Versorgungsforschung der Universität zu Lübeck für ihre Forschungsergebnisse zu Wirksamkeit und Nutzen einer aktiv induzierten medizinischen Rehabilitation bei chronisch entzündlichen Darmerkrankungen (MERCED Studie)[12]
- 2022 – Nicole Skoetz und Marius Goldkuhle von der AG Evidenzbasierte Onkologie der Uniklinik Köln für Verbesserungen in der Methodik von Metaanalysen[13]
- 2023 – Yvonne Kaußner, Ildikó Gágyor und Tim Friede für eine Studie zur Vermeidung von Antibiotika bei Blasenentzündung[14]
- 2024 – Ralph Möhler, Gabriele Meyer, Sascha Köpke und Mitarbeiter für zwei Reviews zu freiheitsentziehenden Maßnahmen und Antipsychotika in der Pflege[15][16]
- 2025 – Barbara Nußbaumer-Streit und die Cochrane Rapid Reviews Methods Group[17]